# Casa Saiba
Casa Saiba è uno dei principali edifici residenziali multipiano di Torino, che sorge nel centro storico.

## Storia
Gli eventi bellici della seconda guerra mondiale segnarono indelebilmente ogni grande città italiana, e Torino non fece certo eccezione. Casa Saiba sorge a seguito delle distruzioni operate dai bombardamenti su un quartiere non ancora interessato dall'intervento di ripianificazione della vicina via Roma e dei suoi relativi isolati circostanti: data l'immediata vicinanza, l'edificio si può quasi considerare come l'ideale completamento di questa grande opera.
Insieme alle successive realizzazioni analoghe come la Torre Solferino e la Torre di via Santa Teresa caratterizza la porzione di città compresa tra corso Matteotti, via XX Settembre, via Pietro Micca, corso Re Umberto e piazza Solferino.

## Descrizione
Realizzato nel 1949 su progetto dell'architetto Domenico Morelli, l'edificio è ubicato in posizione angolare in corrispondenza dell'incrocio tra corso Matteotti e via XX Settembre e gode di una posizione arretrata rispetto all'asse stradale. Ciò ha consentito la creazione dell'antistante slargo, in contiguità al coevo cinema Reposi.
Di notevole impatto, l'edificio è caratterizzato da una sobria finitura in pietra chiara a spacco che ribadisce l'aspetto imponente scandito dai 13 piani posti al di sopra di un alto basamento, che ospita svariati locali commerciali. L'aspetto di solido parallelepipedo concepito da Morelli non concede compromessi a giochi di trasparenze come accade nelle contemporanee realizzazioni dei suoi colleghi, come per esempio la Torre Solferino, privilegiando piuttosto una certa nostalgia per gli stilemi razionalisti a cui fa riferimento la già citata via Roma. Il prospetto principale presenta una voluta rigidità, ribadita dalle ampie finestre «a nastro» e trova maggior sfogo soltanto nella facciata laterale, dove sono previsti profondi terrazzi continui affacciati su corso Matteotti.